# Partito Democratico di Serbia
Il Partito Democratico di Serbia (in serbo Демократска странка Србије/Demokratska stranka Srbije, ДСС/DSS) è un partito politico serbo.
Il DSS è un partito conservatore serbo, membro dell'Unione Democratica Internazionale, l'internazionale dei conservatori.
Il DSS è nato dalla scissione di una parte dei militanti del Partito Democratico (DS) nel 1992. Vojislav Koštunica venne eletto nello stesso 1992 leader del partito. Il DSS si distingueva dal DS per il modo di approcciare alla coalizione DEPOS, alla questione jugoslava e per posizioni più conservatrici, nazionaliste moderate.
Alle elezioni del 1992, DSS si presentò nel Movimento Democratico di Serbia (DEPOS), che ottenne il 16,9% dei voti ed elesse 50 seggi, di cui 18 del DSS. Nel 1993, si svolsero nuovamente le elezioni politiche ma questa volta i DSS non si presentarono con DEPOS, ottennero il 5,1% dei voti e nessun seggio. Alle politiche del 1997, il DSS prese parte alla coalizione "Zajedno" ed ottenne 4 seggi. Nel 2000 si svolsero le elezioni anticipate dopo la caduta di Slobodan Milošević. Il DSS entrò a far parte dell'Opposizione Democratica Serba, coalizione alla quale prese parte anche il DS.

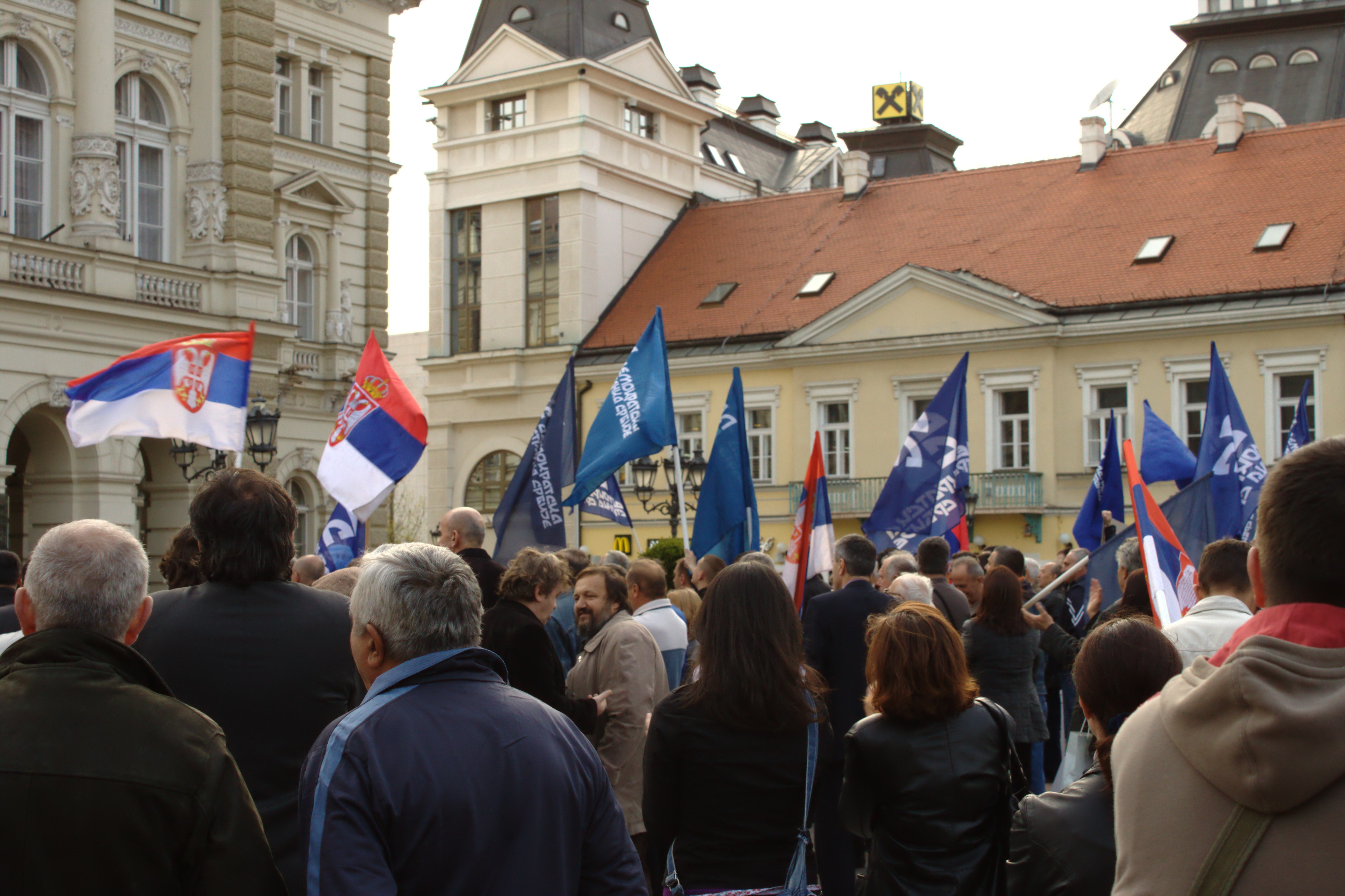
Una manifestazione del DSS a Novi Sad.

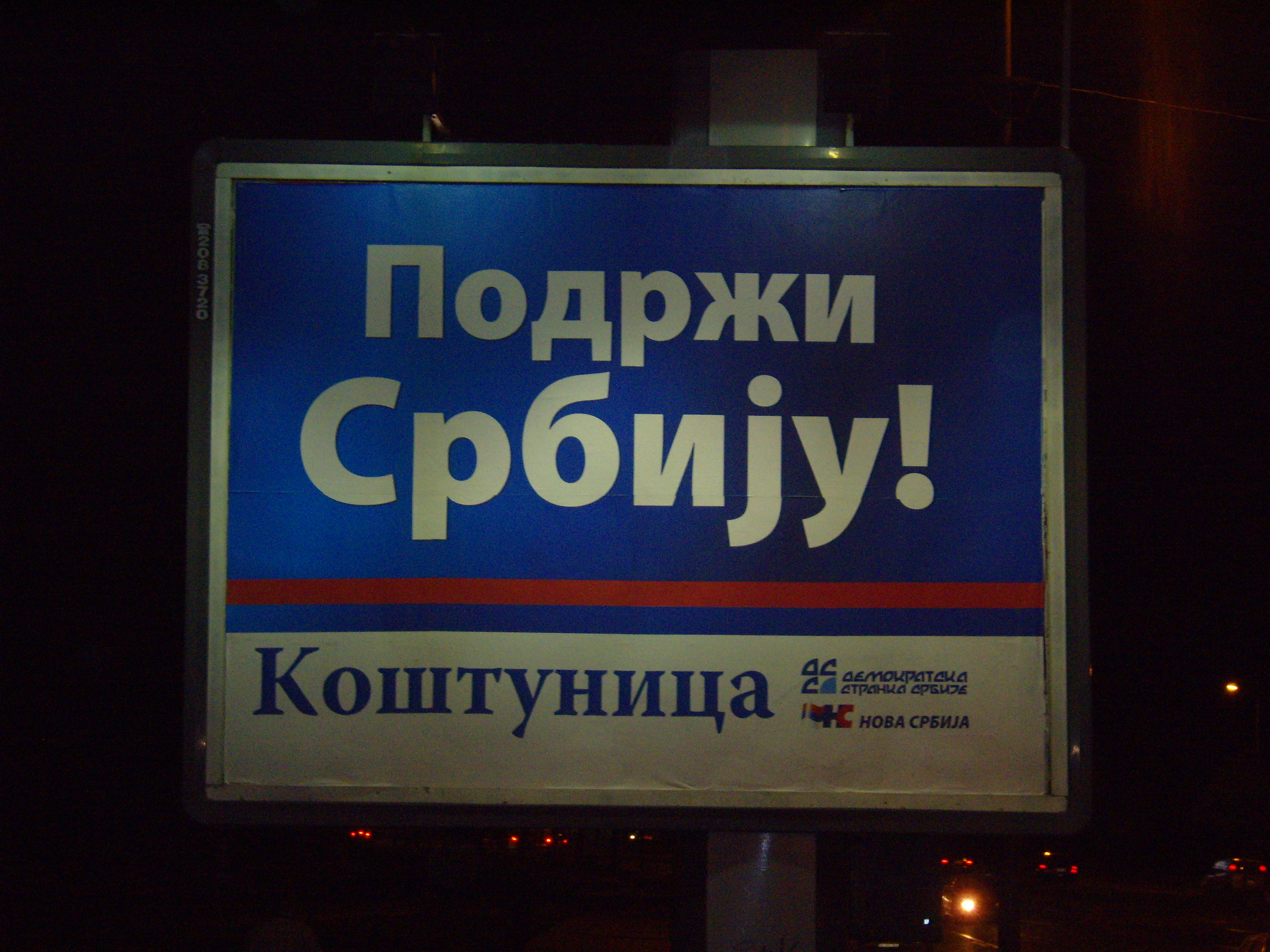
Manifesto politico del DSS con la scritta "Supporta la Serbia!".

La coalizione ottenne il 64,7% dei voti e giunse al governo del paese, primo ministro fu Zoran Đinđić del PD. Koštunica, nello stesso anno, venne eletto presidente della Jugoslavia, incarico mantenuto fino al 2003. La coalizione di governo durò anch'essa fino al 2003, da un lato per le divisioni tra DS e DSS, ma anche per l'assassinio del primo ministro Ðinđić.
Alle elezioni anticipate del 2003, il DSS ottenne il 17,7% dei voti e 53 seggi. DSS presentò, però, anche candidati di altri partiti. Dei 53 seggi, 3 andarono al Partito Democratico del Popolo (NDS), 1 al Partito Liberale Serbo (SLS), 1 al Partito Democratico Serbo (SDS). NDS e SDS poco dopo le elezioni si fusero con DSS. Vojislav Koštunica venne eletto primo ministro di un governo sostenuto anche da Movimento Rinnovamento Serbo - Nuova Serbia, conservatori, e da G17 Plus, liberal-conservatori.
Alle politiche 2007, il DSS si presentò con una lista unitaria insieme ai conservatori di Nuova Serbia, che abbandonarono l'alleanza con il Movimento Rinnovamento Serbo. La lista unitaria DSS-NS raccolse il 16,7% dei consensi, ottenendo 47 seggi contro i complessivi 64 precedenti (53 DSS, 9 NS). Il calo dei nazionalisti moderati venne assorbito dal Partito Democratico, socialdemocratici moderati, che ebbe un incremento del 10% dei consensi.
Alle elezioni anticipate del 2008 la lista unitaria DSS - NS è calata all'11,6%, eleggendo 30 deputati (21 DSS), con una perdita di 17 seggi.
Alle elezioni del 2012 DSS si è presentato da solo ottenendo il 7,0% e confermandosi quarta forza nel parlamento con 21 seggi.
Alle elezioni anticipate del 2014, il DSS ottiene solo il 4,2% e diventa extraparlamentare, non ottenendo seggi.
Alle elezioni del 2016 DSS si coalizza coi clericali di Dveri conquistando il 5,0% e tornando in Parlamento con 6 seggi.
Alle elezioni parlamentari del 2020 il partito crolla al 2,2% e rimane fuori dall'Assemblea nazionale.

## Risultati elettorali
| Elezione          | Voti               | %                  | Seggi              |
| ----------------- | ------------------ | ------------------ | ------------------ |
| Parlamentari 1992 |                    | 16,11              | 18                 |
| Parlamentari 1993 |                    | 5,1                | 5                  |
| Parlamentari 2000 |                    | 64,72              | 45                 |
| Parlamentari 2003 |                    | 17,73              | 48                 |
| Parlamentari 2007 |                    | 16,74              | 38                 |
| Parlamentari 2008 |                    | 11,64              | 21                 |
| Parlamentari 2012 |                    | 7,0                | 21                 |
| Parlamentari 2014 |                    | 4,2                | 0                  |
| Parlamentari 2016 |                    | 5,05               | 6                  |
| Parlamentari 2020 | non ha partecipato | non ha partecipato | non ha partecipato |
| Parlamentari 2022 | 204,444            | 5.54%              | 7                  |
| Parlamentari 2023 | 191,431            | 5.16%              | 7                  |

1. All'interno di DEPOS.
2. All'interno della DOS.
3. Con NDS, SLS e SDS.
4. Con Nuova Serbia.
5. Con Dveri.